# Трус Віталій Анатолійович
Віталій Анатолійович Трус (народився 24 червня 1988 у м. Новополоцьку, СРСР) — білоруський хокеїст, воротар. Виступає за «Краматорськ». 
Хокеєм почав займатися у 1996 році у СДЮШОР «Хімік» (перший тренер — В.А. Тепляшин, В.Ф.Пульвер). Вихованець хокейної школи «Хімік-СКА» (Новополоцьк). Виступав за «Хімік-СКА 2» (Новополоцьк).
У складі юніорської збірної Білорусі учасник чемпіонатів світу 2005 (дивізіон I) і 2006. За національну збірну виступав на чемпіонат світу 2018. 2017 року був у заявці, але не провів жодного матчу.